# 李宇鸿
李宇鸿（1943年2月—），湖南资兴人，汉族，中华人民共和国政治人物，第九届、第十届、第十一届全国政协委员，甘肃省政协原副主席。2008年，当选第十一届全国政协委员，代表特别邀请人士，分入第五十八组。